# VM i boksning
Verdensmesterskabet i boksning er den største konkurrence udenfor OL for amatørboksere og er organiseret af det internationale bokseforbund AIBA. Konkurrencen bliver afholdt hvert andet år. Den første udgave af turneringen fandt sted i Havanna på Cuba, fra den 17. til 30. august 1974. Antallet af vægtklasser blev før verdensmesterskabet i 2003 reduceret fra tolv til elleve, og vægtklassen superweltervægt fjernet. Kvindernes mesterskab blev først i 2001 i Scranton i USA.

## Mænd
| År   | Mesterskab         | Værtsnation             | Dato                       |
| ---- | ------------------ | ----------------------- | -------------------------- |
| 1974 | VM i boksning 1974 | Havanna, Cuba           | 17.-30. august             |
| 1978 | VM i boksning 1978 | Beograd, Jugoslavien    | 6.–20. maj                 |
| 1982 | VM i boksning 1982 | München, Vesttyskland   | 4.–15. maj                 |
| 1986 | VM i boksning 1986 | Reno, USA               | 8.–18. maj                 |
| 1989 | VM i boksning 1989 | Moskva, Sovjetunionen   | 17. september – 1. oktober |
| 1991 | VM i boksning 1991 | Sydney, Australien      | 14.–23. november           |
| 1993 | VM i boksning 1993 | Tammerfors, Finland     | 7.–16. maj                 |
| 1995 | VM i boksning 1995 | Berlin, Tyskland        | 4.–15. maj                 |
| 1997 | VM i boksning 1997 | Budapest, Ungarn        | 18.–26. oktober            |
| 1999 | VM i boksning 1999 | Houston, USA            | 15.–29. august             |
| 2001 | VM i boksning 2001 | Belfast, Storbritannien | 3.–10. juni                |
| 2003 | VM i boksning 2003 | Bangkok, Thailand       | 6.–13. juli                |
| 2005 | VM i boksning 2005 | Mianyang, Kina          | 13.–20. november           |
| 2007 | VM i boksning 2007 | Chicago, USA            | 23. oktober – 3. november  |
| 2009 | VM i boksning 2009 | Milano, Italien         | 1.–12. september           |
| 2011 | VM i boksning 2011 | Busan, Sydkorea         | 16. september – 1. oktober |

## Kvinder
| År   | Mesterskab                     | Værtsnation          | Dato                       |
| ---- | ------------------------------ | -------------------- | -------------------------- |
| 2001 | VM i boksning for kvinder 2001 | Scranton, USA        | 24. november – 2. december |
| 2002 | VM i boksning for kvinder 2002 | Antalya, Tyrkiet     | 21.–27. oktober            |
| 2005 | VM i boksning for kvinder 2005 | Podolsk, Rusland     | 26. september. – 2 oktober |
| 2006 | VM i boksning for kvinder 2006 | New Delhi, Indien    | 18.–23. november           |
| 2008 | VM i boksning for kvinder 2008 | Ningbo, Kina         | 22.–29. november           |
| 2010 | VM i boksning for kvinder 2010 | Bridgetown, Barbados | 10.–18. september          |